# Jorge Luiz
Pour les articles homonymes, voir Luiz.
Jorge Luiz dos Santos Dias, plus communément appelé Jorge Luiz, est un footballeur brésilien, né le 11 février 1976 à Rio de Janeiro.
Il joue au poste de défenseur gauche.